# مقام خادم صلاح الدين
مقام خادم صلاح الدين هو أحد المقامات الإسلامية في بلدة كفل حارس شمال الضفة الغربية. بناه السلطان صلاح الدين الأيوبي، استنادا إلى الوثيقة التي كانت موجودة على جدران المقام، والتي كتب عليها «إن جوهر بن عبد الله أحد خدم الضريح»، فهذه تعتبر من أهم الوثائق التاريخية التي تثبت ذلك، وكذلك أثبته المؤرخ مصطفى مراد الدباغ في كتابه بلادنا فلسطين. يُطلق اليهود على المقام اسم «يوشع بن نون» قائد جيش النبي موسى عليه السلام.

## أحداث
- قتل مستوطنون إسرائيليون الفتاة الفلسطينية ابتسام بوزية عام 1989 خلال اقتحامهم البلدة للدخول إلى المقام.[6]